# Biblioteca dell'Istituto dell'Enciclopedia Italiana
La Biblioteca dell'Istituto dell'Enciclopedia Italiana è nata unitamente all'Istituto stesso nel 1925, come necessario supporto per la documentazione, la ricerca e il lavoro redazionale dapprima della famosa opera. 
Proprio per fornire il necessario ausilio all'Enciclopedia italiana prima, ed alle successive opere dell'Istituto poi, « tende a fornire per ogni argomento un vasto apparato di consultazione generale ».

## Storia
Le opere privilegiate per l'acquisto furono inizialmente altre enciclopedie,  vocabolari, lessici, manuali, grandi opere storiche. Fu Giovanni Gentile, direttore scientifico dell'Enciclopedia, a dotarla subito, nel 1926, di una ricca collezione privata di enciclopedie e lessici dei secoli XVIII e XIX, appartenuti all'ingegner Aldo Santi, illustre enigmista italiano meglio noto sotto lo pseudonimo di "Duca Borso". Dal 1929 fu direttore il paleografo Stefano La Colla .
L'acquisizione « segnò l'inizio della raccolta enciclopedica, comprendente gran parte delle enciclopedie pubblicate in tutto il mondo, rara collezione specializzata che consente di seguire l'evoluzione della forma enciclopedica, dai primi impianti sistematici, alle enciclopedie tematiche, fino ai grandi tentativi di sintesi del Novecento ».
La costante crescita delle raccolte fu naturalmente frenata dalla seconda guerra mondiale, e solo dopo il 1949 le acquisizioni ripresero con regolarità.
Gli anni del dopoguerra, sebbene difficili, videro la ripresa dell'istituzione soprattutto per merito di Fortunato Pintor (Cagliari 1877 - Roma 1960), direttore della Biblioteca dal 1947 al 1959. Pintor riuscì infatti a garantire la necessaria continuità di gestione ed il mantenimento del livello qualitativo delle raccolte.
Il patrimonio librario andò quindi sempre più aumentando, « comprendendo anche la produzione straniera, specializzandosi in Enciclopedie e dizionari (…), Storia delle Università e degli Istituti culturali, ma anche in Storia delle scienze (…), Linguistica, Storia del libro e dell'editoria ».
La recente preparazione dell'imponente Enciclopedia del Cinema, « ha portato un'ulteriore specializzazione in Storia del Cinema (negli ultimi anni la Biblioteca è certamente quella che acquista più libri stranieri della specifica materia) ».
Dal 1988 il Catalogo generale della Biblioteca è disponibile on-line. Nonostante la sua funzione di imprescindibile supporto per l'attività dell'Istituto, la Biblioteca è aperta a studiosi, ricercatori e docenti.
La Biblioteca aderisce al Servizio Bibliotecario Nazionale (SBN), ed al Consorzio BAICR (acronimo di Biblioteche, Archivi e Istituti Culturali Romani) sistema cultura, nato nel 1991.

## Patrimonio
Il numero di volumi passa oggi le 130.000 unità. Il settore periodici comprende 900 testate di periodici italiani e stranieri (di cui 600 correnti), tra cui diversi quotidiani.
Tra i fondi speciali, oltre al già ricordato Fondo Aldo Santi, sono da ricordare il Fondo Giacomini, riguardante la storia della scienza e della botanica; il Fondo Morelli, relativo alle scienze pure; il Fondo Bontempelli, di letteratura, costituito dai volumi della biblioteca personale del romanziere Massimo Bontempelli; il Fondo Rafaele Contu, di storia della scienza.